# 문팅기아과
문팅기아과(Muntingiaceae)는 아욱목에 속하는 속씨식물과의 일종이다. 3개의 단형 속인 디크라스피디아속과 문팅기아속 그리고 네오테스마니아속으로 이루어진 작은 과이다. 아메리카 열대 지역에 자생하는 목본 식물이다. 과거의 크론퀴스트 분류 체계는 이들 종을 틸리아과로 분류했다. 모식종 문팅기아 칼라부라(Muntingia calabura)는 식용으로 쓰이는 열매때문에 열대 지역에 널리 알려져 있다.